# Gastón Rodríguez (músico)
Gastón Rodríguez Aroztegui (Montevideo, Uruguay, 29 de agosto de 1964) es un compositor, guitarrista, cantante y docente de música uruguayo.

## Biografía

### Comienzos artísticos
En 1981 tiene sus comienzos como músico participando en el teatro independiente uruguayo con el elenco de "La Máscara" con el cual permanece por tres temporadas.
En años posteriores integra la cooperativa de jóvenes músicos “El Sótano” y actúa en distintos ciclos hasta el año 1991.
Participa como guitarrista durante dos años en la obra El regreso del gran Tuleque dirigida por Carlos Aguilera sobre textos de Mauricio Rosencof y música de Jaime Roos.
En 1990 resulta ganador del "Concurso de música nacional inédita" organizado por una popular radio de Montevideo. En este marco se presenta en un colmado Teatro de Verano.
Este reconocimiento se materializa en la edición de una obra en colectivo con otros artistas ganadores de este concurso, Jorge Drexler, Tocata y fuga, Carlos Vidal y María Rosa Castrillón. En este fonograma incluiría sus canciones "Máscaras cambiadas" y "El ilusionista".
Su primer fonograma solista titulado "Gaviotas de fuego", editado en 1993 por el sello discográfico Ayuí / Tacuabé, estuvo compuesto íntegramente por canciones de su autoría.
En 1995 participa con la composición e interpretación en vivo de su música en la obra teatral "La mandrágora" dirigida por Eduardo Cervieri sobre textos de Nicolás Maquiavelo. Al año siguiente, repite la experiencia en la obra "Tuyo, Federico" dirigida por Eduardo Cervieri sobre textos de Federico García Lorca.

### Aguafuertes Montevideanas

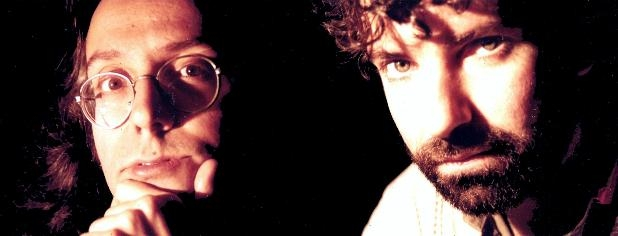
Walter Bordoni junto a Gastón Rodríguez.

Alrededor de 1994 comienza junto a Walter Bordoni, un proyecto artístico llamado "Aguafuertes Montevideanas", el cual incluyó la realización de video-clips, páginas web, actuaciones en vivo en distintos puntos del país y la grabación del CD homónimo que fue editado en 1997. El mismo fue aclamado por el público y la crítica, consolidándose con el paso del tiempo en una de las obras más importantes de la música popular uruguaya de los últimos 15 años.

Walter Bordoni y Gastón Rodríguez abren un mundo de paisajes de poesía urbana que no cae en lugares comunes. "Aguafuertes montevideanas" es un disco importante en la canción montevideana, en un momento de poco recambio para varias generaciones de músicos. Bordoni y Rodríguez muestran en este disco un fuerte planteo estético y buenas canciones y, junto a Jorge Drexler, son los que más han sacado cabeza de su generación.

...el disco que acaban de presentar es fundamentalmente un trabajo muy profesional, con un sonido óptimo, con una originalísima presentación gráfica...

...un disco sensible que navega al límite entre las referencias literarias que quizás conocen pocos pero también las referencias populares más conocidas por muchos...

...estos dos artistas han creado esta maravilla que acaba de lanzar el sello Ayuí - Tacuabé.

Bien recibido por la crítica y la porción de público afín a la propuesta, “Aguafuertes montevideanas” tiene varias virtudes: la estatura poética, el desarrollo musical de los temas allí donde habitualmente casi todos los creadores los dan por concluidos y dos canciones que van a resistir el paso del tiempo: "Apolo 11" y "La cita". Walter Bordoni y Gastón Rodríguez ha producido uno de los discos más importantes de la música popular uruguaya de los últimos 15 años.

### Surnacimientos

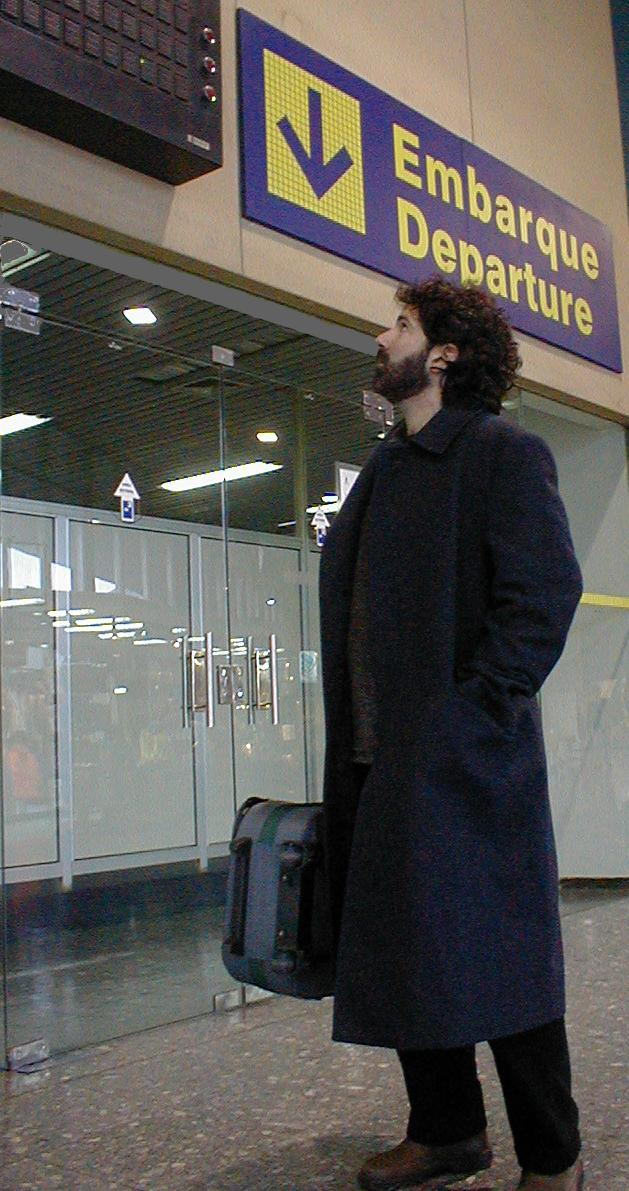
Imagen que integra el arte del disco Surnacimientos.

En el año 2003 edita el disco Surnacimientos, calificado por el autor como “un tributo a los comienzos y a quiénes los forjaron en cualquier tiempo y lugar” y como "un saludo y a la vez una búsqueda de nuestros orígenes colectivos".
Este disco que fue considerado en su momento por la crítica y el público, como el trabajo más maduro del autor, fue presentado en una serie de espectáculos realizados en la Sala Zitarrosa y el Teatro AGADU de Montevideo y contó con una nueva formación de músicos acompañantes.

Junto a los bancos, los aeropuertos deben ser los lugares (o los "no lugares" según alguna teoría antropológica) más significativos para los uruguayos en los últimos tiempos.

No es casual entonces que Gastón Rodríguez, uno de los principales referentes de nuestra canción urbana, los haya elegido como escenario virtual de su nuevo trabajo discográfico.

"Surnacimientos" se llama el nuevo material y tampoco el nombre fue elegido al azar.

Entre los años 2003 y 2005 participa en los importantes ciclos de espectáculos "Solistas en banda" junto a Alejandro Ferradás, Walter Bordoni y Darío Iglesias y "Umbrales" junto a Guzmán Escardó, los que vuelven a marcar cierta impronta de lo que se considera la canción popular urbana.

### Los naipes de Espartaco

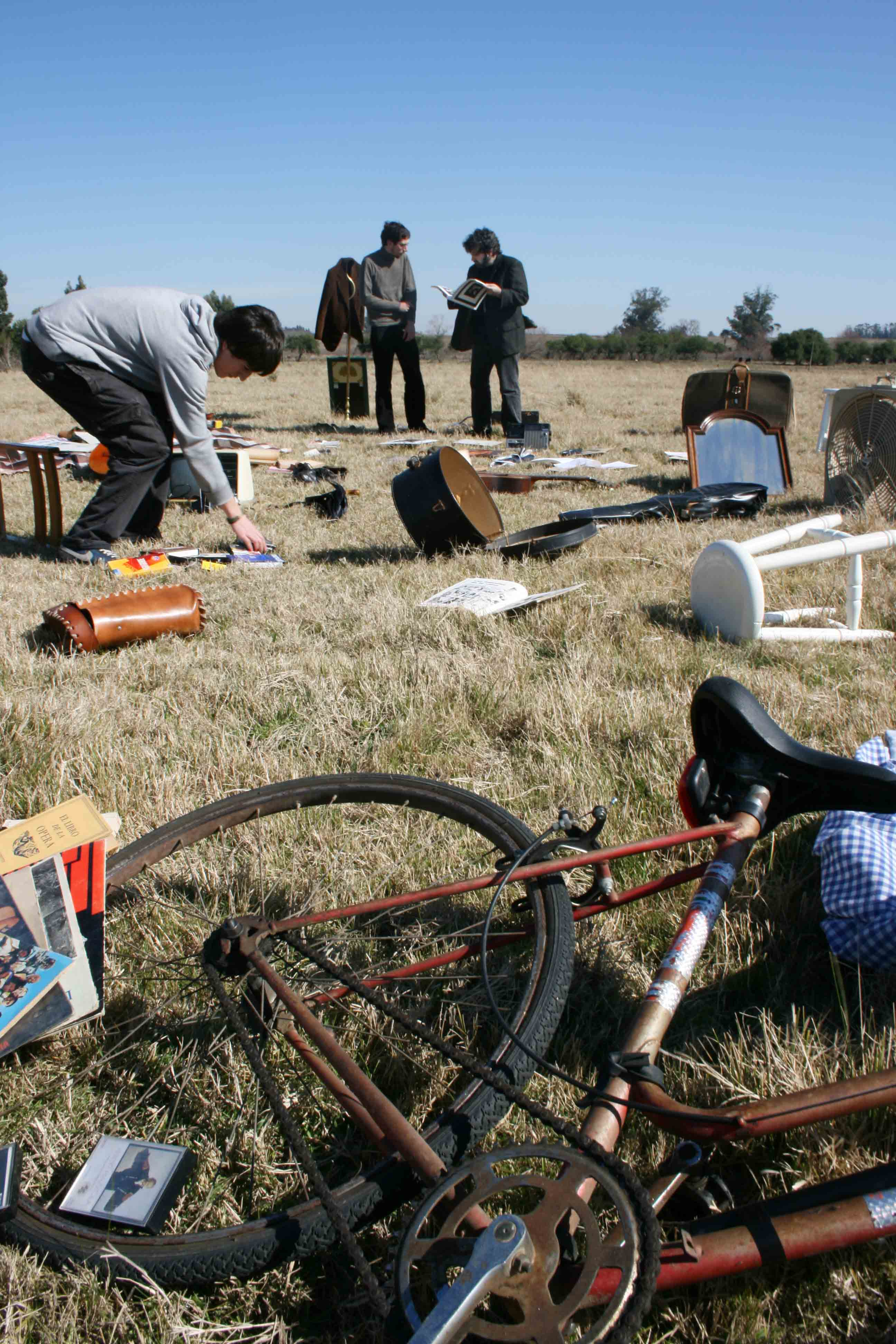
Rodaje del videoclip "Canción del hombre de Ningúnlugar".

En 2006 tiene lugar la edición de la primera recopilación de este artista, en la cual repasa las canciones más representativas de sus obras anteriores y agrega sus últimas creaciones. Este CD incluye también el videoclip del tema "Canción del hombre de Ningúnlugar", el cual recibió el apoyo del Fondo Nacional de Música en el año 2007, y cuya realización estuvo a cargo del colectivo de jóvenes creadores LUDO FILMS.
Asimismo este disco recoge un texto del artista interpretado por el director y actor teatral Eduardo Cervieri, y que le aporta un clima muy particular que el autor describe de esta forma:

Pero hubo un momento fundamental, en el que este disco se fue perfumando con el ambiente de la narración Los naipes de Espartaco; narración que justamente recrea un sueño que me fue acompañando durante mi adolescencia. Es un sueño tan particular en donde conviven sin contradicciones la última conversación que mantuve con mi padre cuando aún era un niño, la figura de Espartaco protagonista principal de aquella conversación y en definitiva el origen mismo de esa atracción tan poderosa, “que de una vez y para siempre”, me llevó a realizar mis propias canciones.

Esta antología fue presentada en la Sala Zitarrosa en marzo de 2007, en la que participaron, además de Gastón Rodríguez y sus músicos -Guzmán Escardó, Guzmán Peralta y Luis Jorge Martínez- siete músicos invitados entre los que se contaban Walter Bordoni y Alejandro Ferradás.

## Discografía
- Gaviotas de fuego (1993, Ayuí/Tacuabé)
- Aguafuertes montevideanas (con Walter Bordoni, 1997, Ayuí/Tacuabé)
- Surnacimientos (2002, Ayuí/Tacuabé)
- Los naipes de Espartaco (2006, Ayuí/Tacuabé)
- Esa costumbre de insistir (2015, Ayuí/Tacuabé)
- Criaturas vulnerables (2025, Ayuí/Tacuabé)

### EP
- Tu respiración (2022, Ayuí/Tacuabé)

### Colectivos
- Los ganadores del concurso Alfa (1991, Sondor)

## Música para teatro
- 1991, Isabel desterrada en Isabel (adaptación de Carina Caviglia sobre textos del chileno Juan Radrigán. Música realizada junto a José Pedro Carlero)
- 1995, La Mandrágora (dirección de Eduardo Cervieri sobre texto de Nicolás Maquiavelo. Música compuesta junto a José Pedro Carlero y Daniel Agosto)
- 1996, Tuyo, Federico (dirección de Eduardo Cervieri sobre textos de Federico García Lorca)
- 1996, Los amigos de Candelita (Grupo de Teatro El Picadero. Compuesta junto a José Pedro Carlero y Daniel Agosto)
- 2006, La mejor historia de amor (cursi y con final feliz) (autor y director: Andrés Caro Berta. Compuesta junto a Walter Bordoni y Darío Iglesias)

## Espectáculos más relevantes
- 1987, Ni de velas ni de entierros (con Erik Coates y Mario Villagrán)
- 1989, ¿Estos locos quiénes son? (con Gabriela Posada y Mario Villagrán)
- 1990, Quinto Aniversario de Alfa FM (con Jorge Drexler, Eduardo Darnauchans, Laura Canoura y Rubén Rada, entre otros)
- 1991, 20 aniversario del sello Ayuí / Tacuabé (con Edith Mercader, Mario Villagrán y La Rosa Mosqueta)
- 1991, Sexto Aniversario de Alfa FM (con Fernando Cabrera, Níquel y Jaime Roos, entre otros)
- 1992, Máscaras y Afiches (con su grupo y Walter Bordoni)
- 1993, En Contraste
- 1993, Gaviotas de Fuego (presentación del fonograma acompañado de su banda de músicos)
- 1994, Aguafuertes Montevideanas (con Walter Bordoni)
- 1995, Todo al Tres (con Guzmán Escardó y Sergio Tulbovitz)
- 1996, 25 años del Sello Ayuí / Tacuabé (con artistas del sello: Mario Benedetti, Ruben Rada, Fernando Cabrera, El Cuarteto de Nos, Mauricio Ubal y Rubén Olivera, entre otros)
- 1999, Presentación del CD Aguafuertes Montevideanas (con Walter Bordoni y los músicos participantes en el CD)
- 1999, Cantan la del Estribo (con Walter Bordoni y Sergio Tulbovitz)
- 2000, Ciclos "Conciertos del Milenio y Creasonidos"
- 2002, Presentación del CD “Surnacimientos”
- 2003, Mano a Mano (con Walter Bordoni)
- 2003, Ciclo “Solistas en Banda” (con Alejandro Ferradás, Walter Bordoni y Darío Iglesias)
- 2005, Ciclo “Umbrales” (acompañado por Guzmán Excardó, 2005)
- 2007, Los naipes de Espartaco (acompañado por once artistas)
- 2007, Presentación del Videoclip Canción del hombre de Ningúnlugar  (con integrantes de LUDO FILMS)
- 2007, Aguafuertes Montevideanas 10 años (con Walter Bordoni)